# Egernia
A tüskés szkinkek (Egernia)  a hüllők (Reptilia) osztályába a  pikkelyes hüllők (Squamata) rendjébe a gyíkok (Sauria)  alrendjébe és a  vakondgyíkfélék (Scincidae) családjába  tartozó nem.

## Rendszerezés
A nembe az alábbi 31 faj tartozik.
- Egernia arnhemensis
- Egernia carinata
- Egernia coventryi
- Cunningham szkinkje (Egernia cunninghami)
- Egernia depressa
- Egernia douglasi
- Egernia formosa
- Nagy tüskésszkink (Egernia frerei)
- Egernia guthega
- Egernia hosmeri
- Egernia inornata
- Egernia kingii
- Egernia kintorei
- Egernia luctuosa
- Földi tüskésszkink (Egernia major)
- Egernia margaretae
- Egernia mcpheei
- Egernia modesta
- Egernia montana
- Egernia multiscutata
- Egernia napoleonis
- Egernia pilbarensis
- Egernia pulchra
- Egernia richardi
- Egernia rugosa
- Egernia saxatilis
- Egernia slateri
- Egernia stokesii
- Egernia striata
- Egernia striolata
- Egernia whitii